# Švedska reprezentacija u hokeju na ledu
Švedska reprezentacija u hokeju na ledu predstavlja državu Švedsku u športu hokeju na ledu.
Krovna organizacija:

## Uspjesi
- olimpijske igre:
  - prvaci: 1994.
  - doprvaci: 1928. i 1964.
  - treći: 1952., 1980., 1984. i 1988.